# Amydrium zippelianum
Amydrium zippelianum là một loài thực vật có hoa trong họ Ráy (Araceae). Loài này được (Schott) Nicolson mô tả khoa học đầu tiên năm 1968.